# Tribunal Internacional de Crimes de Bangladesh
O Tribunal Internacional de Crimes (em inglês:  International Crimes Tribunal; ICT) é um tribunal doméstico de crimes de guerra em Bangladesh criado em 2009 para investigar e processar suspeitos pelo genocídio cometido em 1971 pelo Exército do Paquistão e seus colaboradores locais Razakars, Al-Badr e Al-Shams  no decurso da Guerra de Libertação do Bangladesh. Durante a eleição geral de 2008, a Liga Awami (AL) prometeu julgar criminosos de guerra. O governo criou o tribunal depois que a Liga Awami venceu a eleição geral em dezembro de 2008 com uma maioria de mais de dois terços no parlamento.
O Comitê de Investigação de Crimes de Guerra, encarregado de investigar e encontrar evidências, concluiu seu relatório em 2008, identificando 1.600 suspeitos.  Antes da formação do Tribunal Internacional de Crimes, o Programa das Nações Unidas para o Desenvolvimento ofereceu assistência em 2009 na formação do tribunal. Em 2009, o parlamento alterou a lei de 1973 que autorizava tal tribunal a atualizá-lo. As primeiras acusações foram emitidas em 2010. No entanto, os principais perpetradores dos crimes de guerra, os soldados paquistaneses, permaneceram fora do alcance dos tribunais.
Em 2012, nove líderes do Jamaat-e-Islami, o maior partido islamista do país, e dois do Partido Nacionalista de Bangladesh, foram indiciados como suspeitos de crimes de guerra. Três líderes do Jamaat foram os primeiros a serem julgados; cada um foi condenado por várias acusações de crimes de guerra. A primeira pessoa condenada foi Abul Kalam Azad, julgado à revelia, pois havia deixado o país; ele foi sentenciado à morte em janeiro de 2013.
O Tribunal Internacional de Crimes recebeu inicialmente algumas ofertas de assistência internacional. Em 2009, a ONU ofereceu sua expertise, expressando interesse em ajudar Bangladesh a evitar os problemas que outros países enfrentaram em julgamentos semelhantes. A UE aprovou três resoluções apoiando os julgamentos e Jean Lambert disse que "esperava que o julgamento estivesse em conformidade com o mais alto padrão possível."
No entanto, desde o início dos julgamentos, várias organizações de direitos humanos e personalidades jurídicas internacionais levantaram objecções aos processos judiciais. A Human Rights Watch, que inicialmente apoiou o estabelecimento do tribunal, criticou-o por questões de justiça e transparência, bem como por assédio relatado a advogados e testemunhas que representam os acusados. Bianca Karim e Tirza Theunissen escreveram que a comunidade internacional expressou preocupações de que o julgamento não seria transparente ou imparcial.
Os apoiadores do Jamaat-e-Islami e sua ala estudantil, Bangladesh Islami Chhatra Shibir, convocaram uma greve geral em todo o país em 4 de dezembro de 2012, que explodiu em violência. O grupo exigiu que o tribunal fosse extinto permanentemente e que seus líderes fossem libertados imediatamente.
Pesquisas anuais de opinião pública classificam regularmente os julgamentos de crimes de guerra entre os três principais "passos positivos que o governo tomou", embora o assunto não seja considerado entre os dez problemas mais urgentes que o país enfrenta. Pesquisas em 2013 pela ACNielsen descobriram que mais de dois terços dos bangladeshianos caracterizam o Tribunal Internacional de Crimes como "injusto" ou "muito injusto", embora 86% apoiem sua implementação.
Em fevereiro de 2013, Abdul Quader Molla, Secretário-Geral Adjunto da Jamaat, foi a primeira pessoa sentenciada à morte pelo Tribunal Internacional de Crimes que não foi condenada à revelia. Inicialmente, Molla foi condenado à prisão perpétua, mas manifestações, incluindo os protestos de Shahbag em 2013 em Dhaka, levaram a uma nova punição.

## Referencias
1. ↑  
Wierda, Marieke; Anthony Triolo (31 de Maio de 2012).  Luc Reydams; Jan Wouters; Cedric Ryngaert, eds. International Prosecutors. [S.l.]: Oxford University Press. p. 169. ISBN 978-0-19-955429-4
2. ↑  
Kibria, Nazli (2011). Muslims in Motion: Islam and National Identity in the Bangladeshi Diaspora. [S.l.]: Rutgers University Press. p. 19. ISBN 978-0-8135-5056-5. The landslide victory of the Awami League in the 2008 election included a manifesto pledge to prosecute the war criminals of 1971.
3. ↑  
Rahman, Syedur; Craig Baxter (2010). Historical dictionary of Bangladesh 4th ed. [S.l.]: Rowman & Littlefield. 289 páginas. ISBN 978-0-8108-6766-6
4. ↑  
Montero, David (14 de Julho de 2010). «Bangladesh arrests are opening act of war crimes tribunal». Christian Science Monitor
5. ↑  
D'Costa, Bina (1 de Novembro de 2011). Nationbuilding, Gender and War Crimes in South Asia. [S.l.]: Routledge. p. 144. ISBN 978-0-415-56566-0
6. ↑  Shams, Shamil (18 de Fevereiro de 2013). «Will ban on Islamic party heal wounds?». Deutsche Welle
7. ↑  «Politics and the past in Bangladesh: Dialling down». The Economist. 30 de Outubro de 2014
8. ↑  
Haq, M. Zahurul (5 de agosto de 2011). «Correspondents' Reports, Bangladesh: Case Against Delwar Hossain Sayedee». In:  Schmitt, M.N.; Arimatsu, Louise; McCormack, T. Yearbook of International Humanitarian Law – 2010 1st ed. [S.l.]: Springer. p. 463. ISBN 978-90-6704-811-8
9. ↑  «UN to help Bangladesh war crimes trial planning». DAWN. 24 de Abril de 2009
10. ↑  
Ullah, Ansar Ahmed (3 de Fevereiro de 2012). «Vote of trust for war trial». The Daily Star
11. ↑  Chowdhury, Shamim (29 de Outubro de 2014). «The politics at play in Bangladesh war trials». Al Jazeera. Human Rights Watch and the International Bar Association are just two of a number of bodies that have formally criticised the ICT for being incompatible with international standards on matters of transparency and fairness, and for not following due process.
12. ↑  
Adams, Brad (18 de Maio de 2011). «Letter to the Bangladesh Prime Minister regarding the International Crimes (Tribunals) Act». Human Rights Watch
13. ↑  
Adams, Brad (2 de Novembro de 2011). «Bangladesh: Stop Harassment of Defense at War Tribunal». Thomson Reuters Foundation. Cópia arquivada em 15 de Abril de 2013
14. ↑  
Karim, Bianca; Tirza Theunissen (29 de Setembro de 2011).  Dinah Shelton, ed. International Law and Domestic Legal Systems: Incorporation, Transformation, and Persuasion. [S.l.]: Oxford University Press. p. 114. ISBN 978-0-19-969490-7
15. ↑  
«Jamaat, Shibir go berserk». The Daily Star. 13 de Novembro de 2012
16. ↑  «Jamaat-Shibir men run amok». New Age. 14 de Novembro de 2012. Cópia arquivada em 27 de Setembro de 2013
17. ↑  
«Jamaat desperately on the offensive». Daily Sun. Cópia arquivada em 15 de Maio de 2013
18. 1 2 3 4  «Bangladesh's warcrimes trials: Final sentence». The Economist. 17 de Setembro de 2013